# Antoniów (Neder-Silezië)
Antoniów is een dorp in de landgemeente Stara Kamienica in het Poolse woiwodschap Neder-Silezië, in powiat Jeleniogórski (Jelenia Góra).
Het ligt ongeveer 5 kilometer ten zuidwesten van Stara Kamienica, 16 kilometer ten westen van Jelenia Góra, en 111 kilometer ten westen van Wrocław, de hoofdstad van het woiwodschap Neder-Silezië.
Het dorp bestaat uit twee gedeeltes: het eigenlijke Antoniów en het noordwestelijk gelegen Boża Góra, ook wel aangeduid met de naam Jaroszyce, de naam die gebruikt werd tussen 1945 en 1977.
Voor 1945 heette Antoniów Antonienwald en Boża Góra was Gotthardsberg.

## Historische namen voor Antoniów
- 1783 Antoniwald
- 1786 Antonienwald
- 1947 Antoninów
- 1948 Antoniów

## Historische namen voor Boża Góra
- 1700 Laidenhäuser
- 1747 Lede Häuser
- 1824 Ledenhauser, Gotthardsberg
- 1937 Ledenhäuser
- 1945 Jaroszyce
- 1977 Boża Góra